# Aleksandr Turghenev
Aleksandr Mihailovici Turghenev (în rusă Александр Михайлович Тургенев; n. 26 octombrie/6 noiembrie 1772, Moscova, Imperiul Rus – d. 1863, Țarskoe Selo, Gubernia Sankt Petersburg⁠(d), Imperiul Rus) a fost un ofițer și oficial rus, guvernator civil al guberniei Tobolsk (1823–1825) și, pentru o scurtă perioadă de timp, guvernator al guberniilor Basarabia și Kazan. Ajungând la o vârstă înaintată, a lăsat niște memorii detaliate ale perioadei respective, deși destul de inexacte, datorită cărora astăzi este în primul rând cunoscut.

## Legături externe
- Предисловие к Запискам Александра Михайловича Тургенева // Русская старина. — 1885 — Т. 47 — № 9 — С. 365—390
- ru Тургенев, Александр Михайлович на «Родоводе». Дерево предков и потомков